# Began
Began is een bestuurslaag in het regentschap Lamongan van de provincie Oost-Java, Indonesië. Began telt 512 inwoners (volkstelling 2010).